# NGC 6065
NGC 6065 је лентикуларна галаксија у сазвежђу Змија која се налази на NGC листи објеката дубоког неба.
Деклинација објекта је + 13° 53' 18" а ректасцензија 16h 7m 22,9s. Привидна величина (магнитуда) објекта NGC 6065 износи 14,0 а фотографска магнитуда 15,0. NGC 6065 је још познат и под ознакама MCG 2-41-8, CGCG 79-51, NPM1G +14.0439, PGC 57215.